# Orasema costaricensis
Orasema costaricensis är en stekelart som beskrevs av Wheeler 1937. Orasema costaricensis ingår i släktet Orasema och familjen Eucharitidae.
Artens utbredningsområde är Costa Rica. Inga underarter finns listade i Catalogue of Life.